# Pieśń narodowa za pomyślność króla
«Национальная песня на благо короля» (пол. Pieśń narodowa za pomyślność Króla) или «Боже, у тебя есть Польша» (пол. Boże, coś Polskę) была гимном Польши во время ее личной унии с Россией.

## История

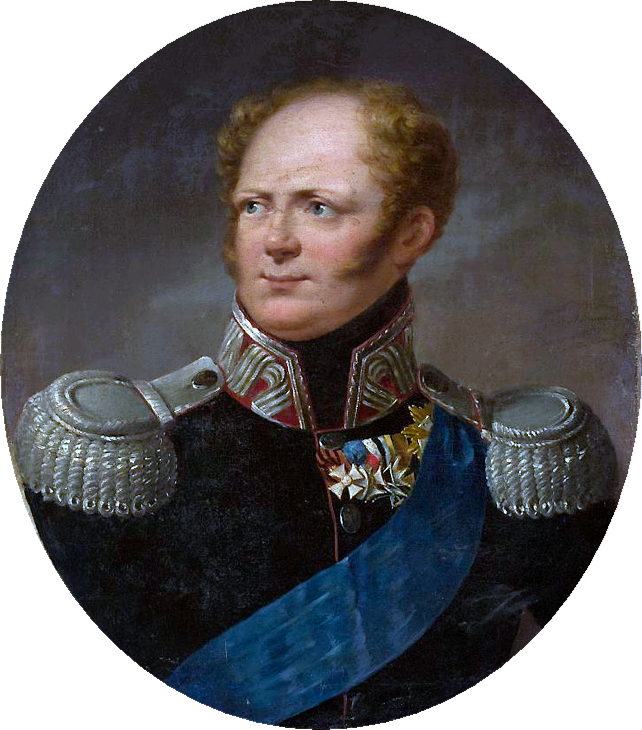
Портрет Александра I, Царя Польского с 1815 г.

Оригинальный текст песни был представлен на первой странице Gazeta Warszawska 20 июля 1816 года. Гимн был написан в честь царя Александра I, который также был царем Польши, под влиянием «Боже, храни короля». Текст также приурочен к первой годовщине установления Царства Польского. Автор текста — Алоизий Фелинский, секретарь и адъютант Тадеуша Костюшко. Композитор — Ян Непомуцен Пётр Кашевский из 4-го пехотного полка. Первое исполнение гимна состоялось 3 августа 1816 года в Варшаве, после чего «Национальная песня о процветании короля» стала национальным гимном Королевства Польского. Это были именины «нашей императрицы Марии Феодоры, матери нашего любимейшего монарха». «Король», фигурирующий в титуле и рефрене, относился к российскому императору, который, согласно положениям Венского конгресса и установленной на их основе конституции 1815 года, являлся конституционным правителем Царства Польского. Третья строфа назвала его Ангелом Мира. Уже в 1817 году строку «Нашего Короля сохрани нам, Господи» стали заменять на «Верни нам нашу свободную Родину, Господи» (пол. Ojczyznę wolną racz nam wrócić Panie). После Первой мировой войны песня утратила статус официального государственного гимна в пользу мазурки Домбровского (с 1927 года), текст был изменен и монархические аннотации удалены. По сей день в измененном варианте и с измененной мелодией (на мелодию католической песни Detachna Matko) ее ещё часто поют в церквях во время месс и служб. Сегодня эта песня многими рассматривается как неофициальный национальный гимн Польши.

## Текст на польском языке
| Текст 1816 года в оригинальной орфографии | Русский перевод | Современный вариант | Русский перевод |
| --- | --- | --- | --- |
| Boże! coś Polskę przez tak liczne wieki Otaczał blaskiem potęgi i chwały I tarczą swoiey zasłaniał opieki Od nieszczęść, które przywalić ią miały; C H O R. Przed Twe ołtarze zanosim błaganie, Naszego Króla zachoway nam Panie! Ty, coś ią potem, tknięty iey upadkiem Wspierał walczącą za nayświętszą sprawę I chcąc świat cały mieć iey męstwa świadkiem Wśród samych nieszczęść pomnożył iey sławę; Przed Twe ołtarze i t. d. Ty, coś nakoniec nowemi ią cudy Wskrzesił, i sławne z klęsk wzajemnych w boiu Połączył z sobą dwa braterskie ludy Pod iedno berło Anioła pokoiu. Przed Twe ołtarze i t. d. Wróć nowey Polsce świetność starożytną I spraw niech pod Nim szczęśliwą zostanie; Niech zaprzyjaźnione dwa narody kwitną I błogosławią Jego panowanie; Przed Twe ołtarze i t. d. | О Боже, столько веков Окружавший Польшу сиянием силы и славы И защитой Своей укрывавший От бедствий, что должны были её поразить; ПРИПЕВ Пред алтарями Твоими возносим молитву: Сохрани нам, Господи, нашего Короля! Ты, который тогда, тронутый её падением, Поддерживал её в борьбе за самое святое дело, И желая, чтобы весь мир видел её мужество, Среди несчастий умножил её славу; Пред алтарями Твоими и т.д. Ты, который наконец сотворил новые чудеса Воскресил её и, прославленный взаимными поражениями в битве, Соединил два братских народа Под одним скипетром Ангела Мира. Пред алтарями Твоими и т.д. Верни древнее великолепие новой Польше И да пребудет она счастливой под Ним; Пусть два дружественных народа процветают И благословляют Его правление; Пред алтарями Твоими и т. д. | Boże, coś Polskę przez tak liczne wieki Otaczał blaskiem potęgi i chwały, Coś ją osłaniał tarczą swej opieki Od nieszczęść, które przygnębić ją miały. Przed Twe ołtarze zanosim błaganie: Ojczyznę wolną pobłogosław Panie! Ty, któryś potem tknięty jej upadkiem, Wspierał walczących za najświętszą sprawę I chcąc świat cały mieć jej męstwa świadkiem, W nieszczęściach samych pomnażał jej sławę. Przed Twe ołtarze... Wróć naszej Polsce świetność starożytną, Użyźniaj pola, spustoszałe łany, Niech szczęście, pokój na zawsze zakwitną, Przestań nas karać, Boże zagniewany! Przed Twe ołtarze... Powstała z grobu na Twe władne słowo Polska, wolności narodów chorąży, Pierzchnęły straże, a ponad jej głową Znowu swobodnie Orzeł Biały krąży! Przed Twe ołtarze... | О Боже, столько веков Окружавший Польшу сиянием силы и славы И защитой Своей укрывавший От бедствий, что должны были её поразить. Пред алтарями Твоими возносим молитву: Благослови нашу свободную Родину, Господи! Ты, которого коснулось её падение, Поддерживал борющихся за самое святое дело, И желая, чтобы весь мир увидел её мужество, В самом несчастье умножил её славу. Пред алтарями Твоими... Верни нашей Польше её древнее великолепие, Удобри поля, пустынные луга, Да процветают счастье и мир вечно, Перестань карать нас, разгневанный Боже! Пред алтарями Твоими... Восстав из могил по Твоему повелению, Польша, знаменосец свободы народов, Гвардия бежала, и над её головой Белый Орёл снова свободно кружит! Пред алтарями Твоими... |